# Campionati mondiali di sollevamento pesi 1899
I Campionati mondiali di sollevamento pesi 1899, 3ª edizione della manifestazione, si svolsero a Milano tra il 4 e il 5 aprile 1899.

## Resoconto
Ai campionati, disputati come i due precedenti in formato "Open", senza limiti di peso, e disputati al Teatro Dal Verme col patrocinio del quotidiano La Gazzetta dello Sport, parteciparono cinque atleti rappresentanti di tre nazioni. Russia, Germania e Italia conquistarono i tre posti sul podio.

## Risultati
| Evento | Oro            | Argento       | Bronzo       |
| ------ | -------------- | ------------- | ------------ |
| Open   | Sergej Eliseev | Johannes Rödl | Enrico Scuri |

## Medagliere
| Posiz. | Nazione  | Oro | Argento | Bronzo | Totale |
| ------ | -------- | --- | ------- | ------ | ------ |
| 1      | Russia   | 1   | 0       | 0      | 1      |
| 2      | Germania | 0   | 1       | 0      | 1      |
| 3      | Italia   | 0   | 0       | 1      | 1      |
| Totale | Totale   | 1   | 1       | 1      | 3      |